# Дурнево (Курчатовский район)
Дурнево — деревня в Курчатовском районе Курской области. Входит в Костельцевский сельсовет.

## География
Деревня находится на реке Демина (в бассейне Сейма), в 41 км к северо-западу от Курска, в 12 км севернее районного центра — города Курчатов, в 8 км от центра сельсовета — села Костельцево.
Климат
Дурнево, как и весь район, расположено в поясе умеренно континентального климата с тёплым летом и относительно тёплой зимой (Dfb в классификации Кёппена).

## Население
| 2002 | 2010 |
| ---- | ---- |
| 53   | ↘44  |

## Инфраструктура
Личное подсобное хозяйство. В деревне 27 домов.

## Транспорт
Дурнево находится в 32,5 км от федеральной автодороги М2 «Крым», в 11 км от автодороги регионального значения 38К-017 (Курск — Льгов — Рыльск — граница с Украиной), в 3 км от автодороги межмуниципального значения 38Н-362 (38К-017 — Николаевка — Ширково), в 2 км от автодороги 38Н-363 (38Н-362 — Афанасьевка — Рогово), на автодороге 38Н-781 (38Н-363 — Дурнево), в 11,5 км от ближайшего ж/д остановочного пункта Курчатов (линия Льгов I — Курск).

## Достопримечательности
- Лесные насаждения[8]